# Кенаса (Дніпро)
Кенаса в Дніпрі — культова споруда караїмів, що розташовувалася в Дніпрі (колишньому Катеринославі) по вул. Залізної (нині вул. Європейської), 4. Знесена 1967 року.

## Історія
За даними 1859 року, караїмський молитовний будинок в Катеринославі знаходився в орендованому кам'яному будинку. Будівництво кенаси офіційно погодили відповідно до припису Катеринославського губернського правління від 15 квітня 1887 року за № 22. До приходу кенаси належили караїми, які проживали в Катеринославі, станицях Кам'янської та Урюпінської. Будівництво кам'яної будівлі кенаси в мавританському стилі почалося 8 травня 1887 на вулиці Залізній на ділянці, що належала караїмській громаді.
З 1882 по 1911 рік катеринославським газаном служив Самуїл Шемарійович Пігіт (1849—1911) — караїмський законовчитель, проповідник і письменник, автор збірки проповідей і віршів «Иггерет Нидхе Шемуель».

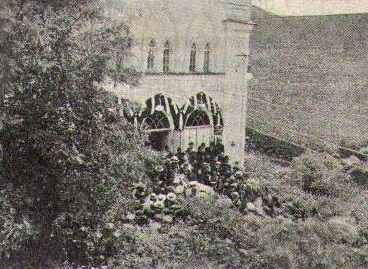
Відспівування газану С. Ш. Пігіта біля будівлі кенаси. 1911 рік.

У жовтні 1911 року з кенаси було викрадено цінні предмети культу: «5 срібних верхніх прикрас сувоїв закону, 18 срібних лампад, 2 срібних свічники, 1 срібний канделябр, срібні графин, келих і вказівник».
19 серпня (1 вересня) 1917 року кенасу відвідав Таврійський та Одеський караїмський гахам С. М. Шапшал:
|  | О другій годині дня Його Преосвященство, у супроводі газзану Катика, габбая Еля і осіб, що зустрічали на вокзалі, прибув у Кенасу, вклонився, перед тими що вишикувались, членам Громади і попрямував до Вівтаря, де його зустрів в. о. Настоятеля Громади А. І. Леві вітальним словом та молитвою за участю організованого М. І. Шакаєм хору. Гахам звершив молебство про дарування перемоги Російському Воїнству і послання благополуччя Тимчасовому Уряду. |

У 1930 році кенаса була закрита та передана театру робітничої молоді (ТРАМ). Згодом у будівлі кенаси розміщувалися різні контори: 1936 року — «Радгосппостачання», міський профком «Дніпропіщторгу», 1942 року, під час німецької окупації, — їдальня, 1951 року — контора та склад «Сортоовоч». До кінця 1960-х років кенаса перебувала у стадії знесення. Нині на її місці знаходиться праве крило будівлі Облспоживспілки.

## Настоятелі кенаси
| Ім'я                     | Роки служби | Коментарі                   |
| ------------------------ | ----------- | --------------------------- |
| Самуїл Шемарійович Пігіт | 1882—1911   | старший газзан              |
| Арон Йосипович Леві      | 1911—1926   | виконуючий обов'язки газана |